# Цхам
Ц'ха́м — вимерла койсанська мова, якою в минулому розмовляли в Південній Африці. Входила до мовної групи к'ві. Тісно пов'язана з мовою нц'у, яка ще має декілька носіїв.
Сполучення «ц'» у назві «ц'хам» являє собою зубний клацаючий звук, як в українському вигуку «ц-ц-ц», що застосовується для виразу сильного враження про щось, нерозуміння, невіри в істинність або невідповідність належному, бажаному.
27 квітня 2000 року слова мовою ц'хам стали девізом Південної Африки: !Ke e:|xarra||ke. Це означає: «Різні люди об'єднуються». Невідомо, чи була ця фраза ідіоматичним виразом у ц'хам. Ц'хам не є однією з офіційних мов Південної Африки, адже вже зникла.
Найвідомішу працю з мови ц'хам написав Вільгельм Блік, лінгвіст 19 сторіччя.